# Alexandru Deaconu
Alexandru Deaconu (Boekarest, 3 maart 1972) is een Roemeens voormalig voetbalscheidsrechter. Hij was in dienst van FIFA en UEFA tussen 2005 en 2011. Ook leidde hij van 2000 tot 2012 wedstrijden in de Liga I.
Op 28 juli 2005 maakte Deaconu zijn debuut in Europees verband tijdens een wedstrijd tussen Khazar Lenkoran en Nistru Otaci in de voorronde van de UEFA Cup; het eindigde in 1–2 voor Nistru Otaci en de Roemeen gaf vier gele kaarten. Zijn eerste interland floot hij op 7 februari 2007, toen Roemenië met 2–0 won van Moldavië. Tijdens dit duel gaf Deaconu één speler een gele kaart.

## Interlands
| Datum            | Plaats              | Wedstrijd              | Uitslag | Competitie           | Kreeg geel | Kreeg voor de tweede keer geel en dus rood | Weggestuurd |
| ---------------- | ------------------- | ---------------------- | ------- | -------------------- | ---------- | ------------------------------------------ | ----------- |
| 7 februari 2007  | Boekarest, Roemenië | Roemenië – Moldavië    | 2 – 0   | Vriendschappelijk    | 1          | 0                                          | 0           |
| 15 oktober 2008  | Dublin, Ierland     | Ierland – Cyprus       | 1 – 0   | WK 2010 kwalificatie | 4          | 0                                          | 0           |
| 11 februari 2009 | Attard, Malta       | Malta – Albanië        | 0 – 0   | WK 2010 kwalificatie | 3          | 0                                          | 0           |
| 12 oktober 2010  | Bakoe, Azerbeidzjan | Azerbeidzjan – Turkije | 1 – 0   | EK 2012 kwalificatie | 5          | 0                                          | 0           |
| 11 oktober 2011  | Warschau, Polen     | Polen – Mexico         | 1 – 1   | Vriendschappelijk    | 3          | 0                                          | 1           |

## Onderscheidingen
Deaconu is 2008 onderscheiden met de Orde van Verdienste voor de Sport (Ordinul Meritul Sportiv) vanwege zijn prestaties in de sport.